# X檔案：征服未來
《X檔案：征服未來》（英語：The X-Files，又稱）是一部於1998年上映的美國科幻驚悚片，由羅伯·鮑曼執導，克里斯·卡特編劇，法蘭克·史帕尼茲協助構思故事。該片是科幻電視劇《X檔案》的第一部改編電影，電視劇中的五位主要演員大衛·杜考夫尼、吉蓮·安德森、米徹·佩勒吉、威廉·B·戴維斯與約翰·內維爾都有登場，飾演的角色分別為聯邦調查局（FBI）探員福克斯·穆德、丹娜·史卡莉、FBI助理局長华特·史基纳、神秘人物癌人和光鮮人。該片講述穆德和史卡莉從X檔案工作中調離之後，前往調查一起涉及建築物爆炸和銷毀犯罪證據的案件。他們發現這似乎是一個陰謀，其涉及政府試圖掩蓋地球將被外星人殖民的事實。
編劇克里斯·卡特決定將原本電視劇版本裡的外星人傳說予以拓展，藉此來吸引那些非《X檔案》電視劇粉絲的觀眾走進電影院。他和法蘭克·史帕尼茲早在1996年便完成了電影劇本，但直到1997年才從二十世紀福斯得到預算並開拍，拍攝時間基本上位於電視劇第4季到第5季之間。電影版的劇組成員及演員和電視版幾乎一致，但卡特也聘請了一些較有名氣的演員，如布萊絲·丹娜和馬丁·蘭道。製作過程中，劇組成員給予該片一個代號「黑木計劃」（Project Blackwood）。電視劇的配樂家馬克·史諾繼續為該片創作配樂。
《X檔案：征服未來》於1998年6月19日在美國院線上映，所獲評價褒貶不一，但整體偏向正面。影評人多半稱讚該片的風格和特效，但對劇情則予以批評，甚至僅將其當做電視劇的番外來看。該片的全球票房為1.892億美元，而製片預算則是6,000萬美元左右。十年後的2008年，該片的續作《X档案：我要相信》上映，評價和票房都差強人意。

## 劇情
該片開始于远古的美國北德克萨斯州。公元前35,000年的某天，有兩名原始人猎人在山洞里遇到外星生物，战斗一触即发，其中一名猎人死亡，另一名杀死了外星生物，但也遭到一种黑色的油狀物質感染。1998年的一天，在相同的地点，住在那裡的小男孩史蒂夫掉进了附近的一个洞里，并在里面发现了那名原始人獵人的头骨。当他拿起头骨时，黑油渗入他的身体，侵入大脑，弄瞎了他的眼睛。为了营救史蒂夫，有四个消防员下去洞裡後失蹤，一队穿着生化防护服的人馬上趕到了现场。
與此同時，由于“X档案”调查被终止，聯邦調查局（FBI）特别探员福克斯·穆德與丹娜·史卡莉被分配了其他任务。他们正在协助调查针对达拉斯市政府大楼的炸弹恐吓事件，穆德在检查目标对面的大楼过程中，发现炸弹藏在自动收货机里。队长達瑞斯·米蕭安排穆德和斯卡利疏散大楼内的人员，自己留在現場解除炸弹。但探员们不知道的是，米蕭没有排除炸弹，反而任由炸彈爆炸。
返回华盛顿特區後，穆德和史卡莉受到了严厉的批评，因为爆炸时除了米蕭，还有四个人没撤离大楼。听证会正等着他们，要对他们的工作表现分别进行评估。当晚，穆德遇见了一个有些偏执的婦產科醫生艾文·寇茲威，他认为那四个受害者早就已經死了（死於開頭的事件），炸弹的引爆是阴谋，目的是为了湮滅他們的死因。而史卡莉在医院停尸房取证时，从其中一名消防員的尸体上检测到了一种外星病毒。
同一時間，穆德和史卡莉的敌人癌人前往德州的事發現場。在實驗室，班·布朗史威格博士給他看了其中一名消防員的屍體，其體內有一隻外星生物。癌人命令他給外星生物打一種疫苗，沒用的話就把屍體燒了。然而，外星生物從屍體內鑽了出來，殺了布朗史威格博士。
穆德和史卡莉也到德州的事發现场走了一趟，但晚了一步，所有人員、甚至實驗室都已在數小時前撤走。兩人在追趕途中看見一列奇怪的火车，后面牵引着油罐卡车。他们跟踪火车到达一片广阔的玉米地，发现玉米地边缘有着两个发光的圆顶屋，进去却空无一物。突然，壁炉里的格栅打开，地面出现一条地下通道，一群蜜蜂从里面涌出来，直将他们追进了玉米地。几架黑色直升機也冒出来追杀他们，但他们成功逃脱并返回了华盛顿。
回到华盛顿，穆德试图请求寇茲威的帮助未果，史卡莉出席听证会后又得知她将被調職，分离令穆德十分悲伤。两人擁抱著互诉离愁，就在要接吻時，一只藏在史卡莉衣领下的蜜蜂突然蛰了她一下，史卡莉迅速失去了意识。穆德呼叫了医护人员，但救护车到的时候，司机却对着穆德的头开枪，并掳走了史卡莉。
在医院醒来时，医生告诉穆德，他被孤枪侠救了一命，子弹只是擦伤了太阳穴。之后他遇見了以前的对手光鮮人，对方坦承自己奉命來殺穆德和寇茲威，但沒有動手。穆德詢問寇茲威的生死，光鮮人並未直接回答。光鮮人告诉穆德史卡莉人在南极，已经被病毒感染，但拿出一支疫苗交給他，要他用疫苗治好史卡莉。光鮮人随后以车辆爆炸方式自殺，以防隱瞞外星人存在的政府幕後組織辛迪加发现他的背叛，因而迫害他的後代。
穆德前往南极洲营救史考莉，发现癌人在地下运作着一个秘密实验室。他用疫苗治好了史卡莉，但也破坏到实验室的实验环境，導致有外星人開始逃竄。穆德和史卡莉逃出地面之时实验室正好毁灭，他们发现原来这是一艘在雪地里休眠的巨大外星船，而实验室只是它的一部分。飞船破开了成吨重的冰层和覆雪，直上天际。穆德看着飞船垂直向上渐渐消失，而史卡莉也恢复了意识。
过了几天，史卡莉参加了听证会，但他们的证词都被忽略，证据也被掩盖。史卡莉將僅剩的证据——那只蛰了她的蜜蜂——交給聽證會的人，並指稱FBI现在已经无法建立可靠的调查小组去調查這份证据了。在突尼西亞的另一個基地（同樣有一大片玉米田和圓頂屋），癌人警告史莊侯，已經得知病毒存在的穆德仍然是一个威胁，并给他看一份电报，上面显示X档案調查已经被重新启动了。

### 與電視劇劇情的關聯
編劇克里斯·卡特表示，該片「結合了《X檔案》前五季所有未解的謎團」。該片劇情接續電視劇第5季的最後一集《神童》，在該集中，X檔案辦公室被癌人燒毀。用來散播病毒的蜜蜂在第4季首集《顛覆地球》出現過。片中也揭示了電視劇中神秘物體「黑油」的真面目：外星病毒。穆德在片中首度透露，他是因為童年時目睹妹妹被外星人擄走，才立志追蹤外星人。秘密組織辛迪加的陰謀也在該片中揭露：他們打算讓人類與外星人混種。《X檔案：征服未來》的後續劇情由《X檔案》第6季首集《開端》接續。

## 角色
- 大衛·杜考夫尼飾演福克斯·穆德（英语：Fox Mulder）

美國聯邦調查局（FBI）特别探员。對於為何片中大多是史卡莉身陷險境，要穆德去營救的情節，杜考夫尼解釋道：「男女身體構造固然不同，但面臨的法律和挑戰是一樣的。雖然如此，在劇中，一個身高6英尺（1.8）的男人必須比身高5英尺2英寸（1.57）的女人接受更多打擊和考驗。不過最重要的是他們兩人不能同時失敗，因此救人的工作就落在穆德身上。」片中原本有一段穆德露出臀部的畫面，不過杜考夫尼不想因《X檔案》而被視為性感偶像，因此要求刪去這場戲。杜考夫尼出演該片的片酬為400萬美元。
- 吉蓮·安德森飾演丹娜·史卡莉（英语：Dana Scully）

FBI特别探员。對於片中穆德和史卡莉的首次浪漫對手戲，安德森表示：「我很喜歡這種素材，其實我希望片中能有更多這種情節，在這部片中，觀眾可以看到兩人之間正在醞釀愛苗，我自己就有這種強烈的感覺。」不過她也說：「只有電影有空間發展愛情故事，電視劇沒有。」。同杜考夫尼，安德森片酬也是400萬美元（不過在拍電視劇時並無如此）。
- 馬丁·蘭道飾演艾文·寇茲威（Alvin Kurtzweil）

婦產科醫生，陰謀論者，出版過闡述陰謀論的書，認識穆德之父，在片中不時指引穆德。蘭道表示，他的演出靈感來自他在美國威斯康辛州密爾瓦基看到的一位醫生。這位醫生到處宣揚自己看見外星人和飛碟，搞得自己失業，妻兒離家出走，最後精神崩潰。
- 布萊絲·丹娜（英语：Blythe Danner）飾演珍娜·卡西迪（Jana Cassidy）

政府官員，負責審查達拉斯政府大樓爆炸一案。
- 阿明·繆勒-史泰飾演康納德·史莊侯（Conrad Strughold）

德國實業家，辛迪加成員之一，主張對外星人採取綏靖主義。「史莊侯」這個名字據說參考自納粹德國科學家胡波圖斯·斯特拉胡德（Hubertus Strughold）。這個角色後來並沒有出現在電視劇中，有傳言稱原因是卡特無法說服繆勒-史泰。
- 米徹·佩勒吉飾演华特·史基纳（英语：Walter Skinner）

FBI助理局長。
- 威廉·B·戴維斯（英语：William B. Davis）飾演癌人

辛迪加成員之一，有權有勢。
- 約翰·內維爾（英语：John Neville (actor)）飾演光鮮人（英语：Well-Manicured Man）

辛迪加成員之一。
- 狄恩·哈格倫德（英语：Dean Haglund）飾演理查·「林哥」·朗格利

孤枪侠之一。
- 布魯斯·哈伍德（英语：Bruce Harwood）飾演約翰·費茨傑拉德·拜爾斯

孤枪侠之一。
- 湯姆·布萊伍德（英语：Tom Braidwood）飾演馬文·佛洛希基

孤枪侠之一。
- 傑佛瑞·迪曼（英语：Jeffrey DeMunn）飾演班·布朗史威格（Ben Bronschweig）博士

癌人的手下。
- 泰瑞·歐奎因（英语：Terry O'Quinn）飾演達瑞斯·米蕭（Darius Michaud）組長

FBI特别探员。歐奎因曾出演過《X檔案》第2季第12集《剃刀殺人狂》，後來又出演了第9季第6集《信任危機》。
- 蓋瑞·格魯布斯（英语：Gary Grubbs）飾演庫爾斯（Cooles）

消防隊長。格魯布斯曾出演過《X檔案》第2季第24集《我們的小鎮》。
- 盧卡斯·布萊克飾演史蒂夫（Stevie）[23]

小男孩，在住家附近跌入史前洞穴。
- 傑森·貝蓋飾演FBI成員

出現在炸彈現場。貝蓋曾出演過《X檔案》第1季第12集《夜幕低垂》，同時也是主演杜考夫尼的童年好友。
- 麥可·夏姆斯·懷爾斯（英语：Michael Shamus Wiles）飾演黑髮男子

辛迪加的殺手。懷爾斯曾出演過《X檔案》第5季最後一集《神童》，後來又在第7季第15集《爾虞我詐》亮相，飾演相同的角色。
- 格倫妮·海德利飾演酒保[33]

## 製作

### 構思與籌拍
經過大獲好評的前五季後，科幻電視劇《X檔案》編劇克里斯·卡特想要擴展該劇的故事，最後決定要拍一部電影版。卡特表示，他們在製作電影版面臨的主要難題，在於要創作一個即使不熟悉電視劇設定和劇情但依舊可以理解的故事。卡特與法蘭克·史帕尼茲於1996年聖誕節在夏威夷完成了劇本的主要部分。兩人採用他們為電視劇編劇時的習慣，用3x5的索引卡片來構思場景。

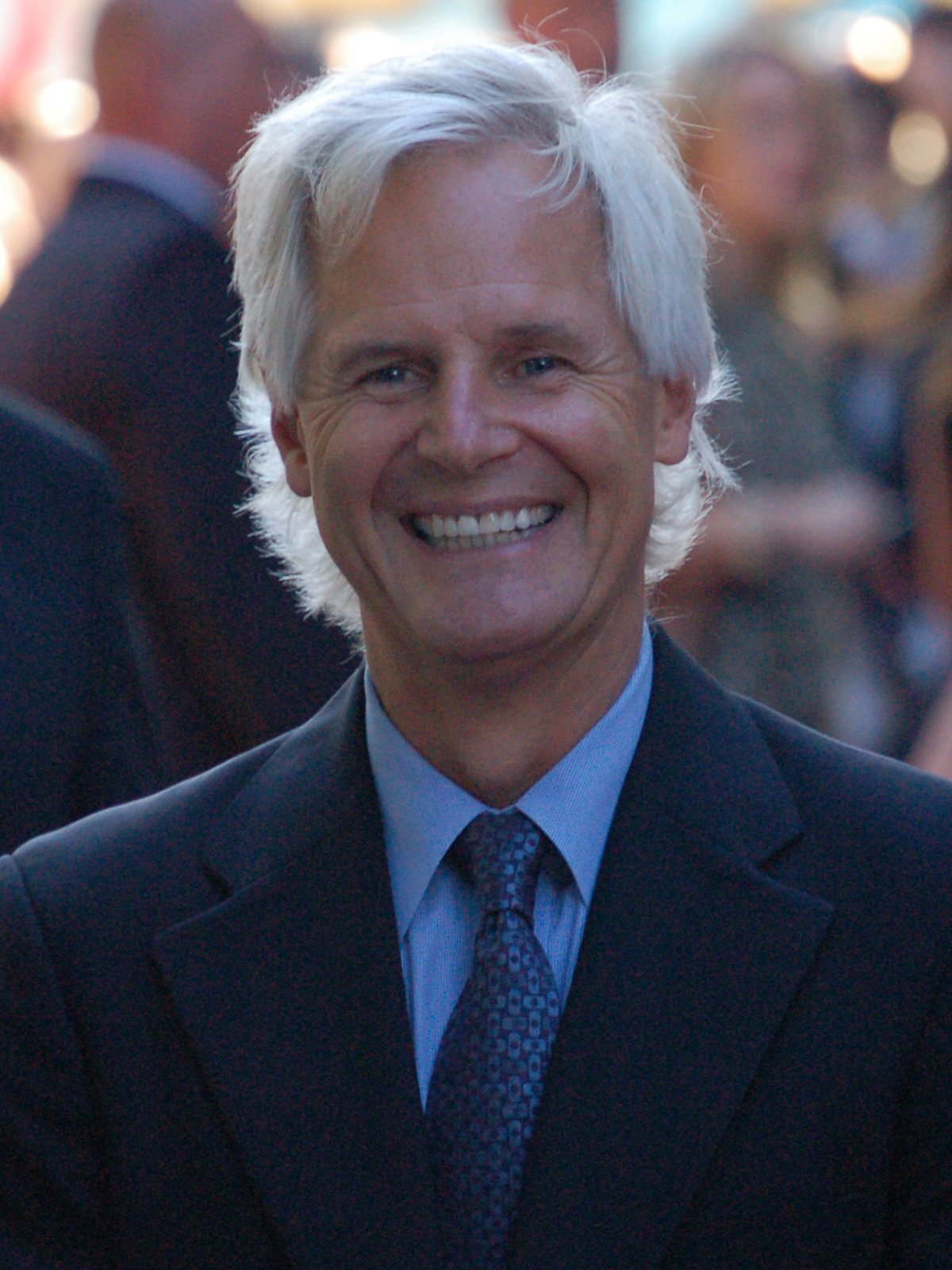
編劇之一克里斯·卡特

卡特與史帕尼茲希望能讓該片的格局比電視劇還更大，於是決定將開場和結局的舞台都設定得很「極端」，並在劇情方面呈現出電視劇前所未見的面貌。在收集資料並研究時，兩人發現地球曾被冰覆蓋，便決定以公元前35,000年的美國德克萨斯州當開場，由原始人來當第一個出場的角色。假期結束時，故事架構已經完成。卡特離開夏威夷後開始騰時間來寫劇本。後來他又回到夏威夷，在10天內就寫完了半部劇本，最後整部劇本長124頁。
卡特將其中90頁呈交給二十世紀福斯，獲得不錯的評價。雖然沒有正式取得許可，但他已經拿到了預算，開始擬定拍攝計畫和取景地點。卡特接著邀請丹尼爾·薩奇姆出任該片的製片人。薩奇姆曾任《X檔案》試播集的製作人，後來又執導了第一、二季的其中幾集，這是他第一次擔任電影製片人。卡特選擇羅伯·鮑曼擔任該片的導演，鮑曼在《X檔案》的製作基地從溫哥華轉移到洛杉磯前曾擔任該劇的執行製作人和導演。對於推舉鮑曼的原因，卡特表示：「不只（因為）我沒辦法導演得像鮑曼一樣好，（......）我連去嘗試的時間都沒有。鮑曼是個很懂得協作的人；我想與他合作是比我自己單打獨鬥還要明智的作法。」。
前期製作期間，卡特與鮑曼忙著製作電視劇，薩奇姆一人獨撐大樑。薩奇姆聘請拉塔·萊恩（Lata Ryan）來擔任執行製片人，萊恩曾與史蒂芬·史匹柏合作過電影《侏儸紀公園》（1993年）。獲聘後，萊恩可以在1013製片公司的人員面前閱讀劇本，但不能帶走。當時也少有劇組成員能自行閱讀劇本。繼萊恩之後，美術指導克里斯·諾瓦克（Chris Nowak）、攝影指導沃德·羅素和搭景協調員比爾·李姆斯（Bill Liams）也陸續加入。該片的分鏡圖由羅伯·比漢（Robb Bihun）花費數個星期完成，整本分鏡圖比一本字典還厚。
製片過程中，劇組成員盡全力保護電影資訊不外流，採取的行為包含將劇本印在紅紙上避免複印、向媒體釋出假消息，以及給予該片一個代號「黑木計劃」（Project Blackwood）。影迷認為，這個代號與片中營救男孩史蒂夫的橋段有關：前來救援的消防車上頭寫著「布萊克伍德縣」（Blackwood County，是虛構的行政區）。也有人指出，該代號與恐怖小說家阿爾傑農·布萊克伍德（Algernon Blackwood）有關。不過，史帕尼茲表示，此一代號毫無特別意義。在人員方面，所有劇組成員都簽下了「保密條款」，萊恩也表示，所有關鍵成員都在開拍6星期後受到保護。

### 選角
電視劇的主要演員大衛·杜考夫尼與吉蓮·安德森在片中繼續飾演男女主角福克斯·穆德與丹娜·史卡莉。其他電視劇演員米徹·佩勒吉、威廉·B·戴維斯與約翰·內維爾也有登場，飾演他們各自的角色——FBI副局長华特·史基纳、神秘人物癌人和光鮮人。除此之外，並未出演電視劇的大牌演員馬丁·蘭道與布萊絲·丹娜也是該集的卡司。卡特的習慣是選擇名不見經傳的演員來演《X檔案》，而他認為這部片是打破此一常規的良機。他還提供知名女演員格倫妮·海德利一個小配角——酒保，身為《X檔案》劇迷的她欣然接受。不過，卡特也表示，與這種大牌演員合作頗令人心驚膽戰。

### 場景設計
克里斯·諾瓦克受製片人薩奇姆之聘出任該片的美術指導。在投身電影界前，諾瓦克曾當過建築師，還有8年專業舞台設計師的資歷。薩奇姆與諾瓦克有過合作經驗，在面試美術執導時便通知了他。薩奇姆表示，諾瓦克是唯一能為該片打造出「集中視點」的人，因此才找上他。諾瓦克希望在開始設計工作前能和劇組成員們討論一下劇情，如此一來他就可以營造出他們想要的氛圍。他想讓片中角色身處於一個「黑暗、恐怖又令人窒息的環境」，特別是穆德。諾瓦克很熟悉電視劇，但他打定主意不會為了準備這份工作而回頭檢視任何一集，對此他解釋道，「我希望這部電影在設計上能夠新鮮又新穎。當然，電視劇中的一些元素還是要保留的」。
設計部門根據製作人們提供的資訊，於8個星期內找完所有拍攝地點以及設計完所有場景。接著，諾瓦克開始與兩位概念藝術師提姆·福萊特瑞（Tim Flattery）和吉姆·馬丁（Jim Martin）合作，創作所有主要場景的道具。諾瓦克負責創作草圖，接著交給福萊特瑞和馬丁完工，最後讓編劇卡特、導演鮑曼、製片人薩奇姆和執行製片人萊恩來審核成品。考慮到時間問題，他們並沒有針對美術圖做出顯著改動。場景概念圖獲得卡特、鮑曼、薩奇姆和萊恩等人批准後就會進入藍圖階段，讓搭景工作可以在搭景協調員比爾·李姆斯的監修下開始。因為時程表的關係，所有搭景作業都得在同一時間進行，但這讓製片方面臨難題，因為他們得一口氣支付所有搭景舞台的租金。搭景作業於開拍前7個星期開始。

### 拍攝
製片人薩奇姆曾親自要求編劇卡特延遲一年再開拍，避免過於緊湊忙碌，但因預算已經投入，拍片作業蓄勢待發，所以卡特並未接受此要求。卡特與導演鮑曼希望該片能在更多不同的地點取景，好讓其格局感覺起來比電視劇還大。該片的主體拍攝於1997年6月16日開始。然而，在緊迫的時間壓力下，劇組只有8個星期能前期製作，45天能進行主體拍攝，導致取景地點比預計的少。劇組在美國洛杉磯拍攝片中在達拉斯和英國倫敦的橋段，而原本打算去美國阿拉斯加州拍雪地橋段的計劃無法執行，最後改至離電視劇固定拍攝地加拿大溫哥華不遠的不列顛哥倫比亞省惠斯勒。在惠斯勒拍攝時，劇組發現他們訂來的假冰川與實景格格不入，只好出動造冰機。攝影指導羅素主張應該要打燈來模擬陽光，但美術執導諾瓦克因冰會融化而反對，兩人因此起了爭執。除此之外，由於造冰機排出大量的一氧化碳，劇組只好升級通風系統，避免中毒。女主角安德森因反覆重拍而臉部凍僵。為了拍攝外星人太空船破雪而出的橋段，劇組用上了約150噸的雪。
片中玉米田和圓頂屋的外景在美國加州貝克斯菲爾德的峽谷取景。為防資訊洩露，拍片現場戒備都十分森嚴，不過在拍該橋段時，有一名十來歲的粉絲在半夜拿著攝影機偷偷錄影，隔天將錄得影片交給當地新聞台播出，令劇組大吃一驚，並開玩笑說這段影片甚至足以放進電影裡。另外，安德森在拍玉米田追逐戲時屢屢被玉米的葉片劃傷，後來表示「這是整個拍片作業中我最不喜歡的經驗」。又有一次，劇組在拍片時面臨暴雨，水快淹到人的肚子，只好收工。安德森表示，「這是五季以來第一次有這種事」。劇組在拍片時內景時也遇上不少問題，如導演鮑曼在拍太空船內景時，攝影機無法從他滿意的角度去拍，劇組不得不再花時間去排除。穆德與寇茲威博士的對手戲因對白長達4頁，花了整整一個晚上才拍完。
片中穆德和史卡莉被成群蜜蜂圍繞的橋段是用真的蜜蜂拍攝的，杜考夫尼表示，「我們拍了15次都沒被螫，一來是因為我們取走了女王蜂，二來則是工蜂沒那麼有攻擊性」。蜜蜂飛進史卡莉衣領然後鑽進鑽出的橋段也是實際去拍的。原本蜜蜂學家諾曼·蓋瑞博士（Norman Gary）認為這不可能做到，但經過幾天的思考後，他想到了用追踪費洛蒙來操控蜜蜂動向的方法。片尾，癌人與史莊侯在突尼西亞的基地見面。該橋段於突尼西亞的泰塔溫取景，該地曾是《星際大戰四部曲：曙光乍現》（1977年）中塔圖因星球的取景地。《X檔案：征服未來》在電視劇第4季到第5季之間的空檔拍攝，為了讓男女主角杜考夫尼和安德森能出演電視劇的第五季，劇組一週6天、一天16個小時馬不停蹄地工作，就為了先把兩人的戲份先拍完。重拍作業與第五季的製作作業同時進行。由於拍片時程的問題，第五季的其中幾集並沒有兩位主角穆德和史卡莉都登場，而只圍繞著其中一位。

### 實體特效
剛完成《異形4：浴火重生》（1997年）的Amalgamated Dynamics, INC.（縮寫為ADI）負責為該片製作實體特效。不過，他們發現製作受感染消防員的屍體的難度比他們預期中還高。ADI也負責設計片中的外星人，成員之一湯姆·伍德拉夫（Tom Woodruff）選擇仿照經典的灰色外星人，並打算透過眼睛來呈現出外星人既脆弱又凶狠的感覺。編劇卡特也希望外星人看起來很聰明。ADI原本製作了兩套不同的外星人道具，其中看起來較為原始的一套用在設定於史前時代的開場，而另一套看起來比較進化，用在以現代為背景的橋段。然而，劇組為了省時，所以只用了其中一套。由於Amalgamated Dynamics大多數時間都花在設計外星人身上，實在忙不過來，於是劇組另外聘請KNB EFX來完成屍體的特效。

## 音樂
該片的兩部原聲帶《X檔案：征服未來：電影原聲帶》和《X檔案：征服未來：專輯》於1998年在美國發行。其中，《X檔案：征服未來：專輯》收錄有由美國雙人樂團塵埃兄弟創作的原創主題曲，以及一個隱藏的音軌，內容為編劇克里斯·卡特介紹《X檔案》的劇情綱要。曾為電視劇配樂的馬克·史諾受聘創作該片的配樂。卡特希望該片的配樂能精簡，不用太多花樣，最好採用環境音樂。史諾與一支85人的管弦樂團合成了片中的電子配樂，好讓該片有種「格局宏偉」的感覺。
史諾有數個月的時間來譜寫並錄製配樂，而在為電影配樂的同時，他還要為電視劇配樂。該片是《X檔案》有史以來第一次仰賴樂團來錄製配樂，不過史諾表示，電影配樂的譜寫和錄製過程與電視劇並無太大差異。雖然如此，兩者之間仍有一點不同：為電影配樂時，史諾採用MIDI檔來儲存樂譜，接著讓一名工作人員複製，由該名工作人員交給樂團成員。

## 彩蛋
片中，穆德在喝酒後走到酒吧後面的小巷，朝貼著電影《ID4星際終結者》（1996年）海報的牆壁小便。編劇克里斯·卡特對外表示這「只是個布景」，不過導演羅伯·鮑曼對記者說：「卡特這是在惡搞，他不喜歡那部片。」《ID4星際終結者》的製片人狄恩·德夫林並未對此作出任何評論。《華盛頓郵報》的影評人麥可·歐薩利文（Michael O'Sullivan）稱讚該彩蛋「有趣」。

## 上映
《X檔案：征服未來》於1998年6月19日在北美院線上映，發行商為二十世紀福斯。美國《娛樂週刊》將該片列為1998年度「影劇圈最大賭注」預測名單的榜首，因該片若口碑不佳，電視劇也會遭連累。為了宣傳該片，主演大衛·杜考夫尼與吉蓮·安德森接連上各大電視節目和雜誌封面，並於6月12日與編劇克里斯·卡特一同舉辦了全球線上見面會。許多週邊商品也紛紛上市，如玩具、餐具等。片商一共花了6,000萬美元來宣傳該片。
該片於8月在英國上映時，大多觀眾都還沒有看到《X檔案》的第5季，而這一季的劇情和電影頗有關聯。一個《X檔案》粉絲網站的管理員史蒂芬·厄爾（Stephen Earl）認為，「英國觀眾可能會開始擔心，（......）而且美國人一看完電影就開始討論劇情細節，其他人可能會被劇透」。不過英國天空廣播公司的一名女發言人表示：「電影將會如期上映。」美國電影協會（MPAA）以片中有「一些強烈的暴力場面及血腥鏡頭」為由將電影評為PG-13級，意味著片中含有部分家長可能認為不適合13歲以下觀眾觀看的內容，建議家長需特別注意。

## 反響

### 評價

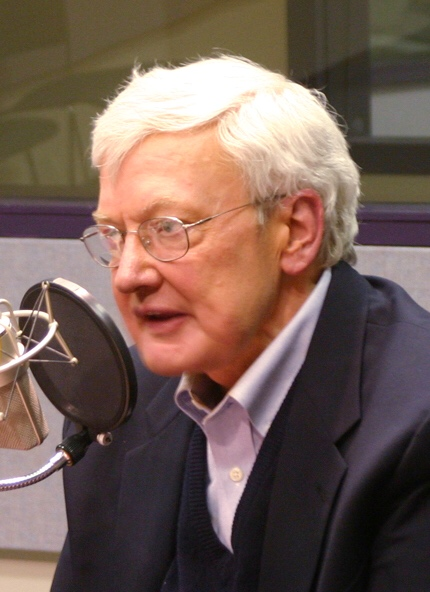
影評人羅傑·伊伯特認為該片的劇情根本沒有給出任何解答

《X檔案：征服未來》獲得影評人褒貶不一的評價，不過整題而言偏向正面。爛蕃茄上收集的72篇專業影評文章中，有47篇給予該片「新鮮」的正面評價，「新鮮度」為65%，平均得分6.1分（滿分10分），該網站對電影的共識性評價寫道「新觀眾得到的結果可能各不相同，但電視劇的粉絲想必能陶醉在大螢幕版當中」，而基於另一影評匯總網站Metacritic上的23篇評論文章，其中11篇予以好評，無差評，12篇褒貶不一，平均分為60（滿分100），代表「正負評平均參雜」。
《芝加哥太陽報》的羅傑·伊伯特給予該片3顆星（滿分4顆）的好評，稱讚電影的視覺呈現、杜考夫尼和安德森的演出，以及敘事方式。不過他也評論道：「作為一部電影，《X檔案：征服未來》多少有些可取之處；但是作為一個故事，它不僅需要前傳、續集，還需要入門指南」，且「沒有給出關於任何東西的最終解答」。《沙龍雜誌》的影評人喬伊斯·密爾曼認為，「你不能將《X檔案：征服未來》視作一部電影，因為它不是一個整體，它就只是那部電視劇中，長達2小時、預算較多的一集而已」，同時也表示「該片是有史以來製作規模最大、最光鮮亮麗的《X檔案》，但遠非最令人滿意的」。
《舊金山紀事報》的鮑勃·葛拉漢（Bob Graham）給予該片好評，稱讚其劇情「引人入勝」，並表示「大卫·杜考夫尼和吉莲·安德森飾演了一對令人同情的英雄」。《華盛頓郵報》的影評人麥可·歐薩利文評論該片「和原版電視劇一樣時髦、可怕又搞笑，有時令人噁心」，並稱讚片中的特效。《中國時報》的林淑娟認為，該片的劇情主題「有頭有尾，前後一致，一目了然」，但風格較為明亮，少了電視劇版的恐怖感。
也有影評人給予該片差評。《洛杉磯時報》的影評人肯尼思·圖蘭認為《X檔案：征服未來》用了太多電視劇的線索，令一般觀眾難以理解。《芝加哥讀者報》的莉莎·奧斯佩克特（Lisa Alspector）認為片中「只有兩個橋段值得有在追影集的人花時間去看」。《綜藝》雜誌的陶德·麥卡錫在評論中寫道，「雖然該片的格局比電視劇大，噱頭也比電視劇多，但就電影的標準來看只是差強人意罷了」。《紐約時報》的珍妮特·瑪斯林批評該片「平淡無奇」，不過對杜考夫尼與安德森兩位主演的演出予以好評。

### 票房
截至下檔日，《X檔案：征服未來》在美國及加拿大地區共累積了約8,389萬美元的票房，加上來自其他地區的1.052億美元，全球票房共計1.891億美元，不如預期。雖然如此，該片仍是1998年美國總票房第23高的電影，同時也登上PG-13級電影票房排行榜的第10位。
在北美地區，該片與迪士尼動畫片《花木蘭》同期上映，於首映週末透過2,629家電影院進帳3,013萬美元的票房，登上冠軍，是該年度首映週末票房第9高的電影。發行商二十世紀福斯表示，電視劇的眾多劇迷是該片的主要觀眾群，隔週還會加強推出著重電影科幻情節的宣傳片，吸引非劇迷買單。二十世紀福斯的美國電影部門總裁湯姆·謝拉克（Tom Sherak）也說，首映週觀眾中只有四分之一不是劇迷。隔週末，該片收穫1,328萬美元，被新片《怪醫杜立德》和《花木蘭》擠下，排名第三。到了第三個週末，該片跌到第五名，票房為625萬美元。在第四個週末，該片排名第七，到了第五個週末便已不在前十名內。該片於上映14週後在美國下檔。除了北美以外，該片前五大的市場分別為德國（約1,544萬美元）、英國（約1,400萬美元）、法國（約1,130萬美元）、日本（約864萬美元）和西班牙（約591萬美元）。
| 上一届： 《楚門的世界》 | 1998年美國週末票房冠軍 第25週 | 下一届： 《怪醫杜立德》 |

### 榮譽
| 類別              | 頒獎日期     | 獎項                                 | 獲獎或入圍者                                                   | 結果 | 來源   |
| ----------------- | ------------ | ------------------------------------ | -------------------------------------------------------------- | ---- | ------ |
| IFMCA獎           | 1998年       | 最佳原創配樂——恐怖/驚悚電影          | 馬克·史諾                                                      | 提名 | [ 74 ] |
| 金膠捲獎          | 1998年       | 最佳音效剪輯——劇情長片               | 蕭恩·加恩哈特（Sean Garnhart）                                              | 提名 | [ 74 ] |
| 金膠捲獎          | 1999年       | 最佳音效剪輯                         | 《X檔案：征服未來》                                            | 提名 | [ 74 ] |
| ASCAP影視音樂大獎 | 1999年       | 最佳賣座電影                         | 《X檔案：征服未來》                                            | 獲獎 | [ 74 ] |
| 百視達娛樂大獎    | 1999年       | 最受喜愛女演員——科幻類               | 吉蓮·安德森                                                    | 獲獎 | [ 74 ] |
| 德國博基獎        | 1999年       | ——                                   | 《X檔案：征服未來》                                            | 獲獎 | [ 74 ] |
| 電影音效學會獎    | 1999年       | 最佳混音——劇情長片                   | 安迪·尼爾森、安娜·贝尔默與杰弗里·帕特森                        | 提名 | [ 74 ] |
| 線上影視協會獎    | 1999年       | 最佳科幻/奇幻/驚悚電影女主角         | 吉蓮·安德森                                                    | 獲獎 | [ 74 ] |
| 線上影視協會獎    | 1999年       | 最佳音樂和原創科幻/奇幻/驚悚電影配樂 | 馬克·史諾與麦克·欧菲尔德                                       | 獲獎 | [ 74 ] |
| 線上影視協會獎    | 1999年       | 最佳科幻/奇幻/驚悚電影群戲           | 《X檔案：征服未來》                                            | 提名 | [ 74 ] |
| 土星獎            | 1999年6月9日 | 最佳科幻電影                         | 《X檔案：征服未來》                                            | 提名 | [ 74 ] |
| 土星獎            | 1999年6月9日 | 最佳男主角                           | 大衛·杜考夫尼                                                  | 提名 | [ 74 ] |
| 土星獎            | 1999年6月9日 | 最佳女主角                           | 吉蓮·安德森                                                    | 提名 | [ 74 ] |
| 土星獎            | 1999年6月9日 | 最佳導演                             | 羅伯·鮑曼                                                      | 提名 | [ 74 ] |
| 土星獎            | 1999年6月9日 | 最佳化妝                             | 艾力克·吉利斯（Alec Gillis）、小湯姆·伍德拉夫、麥可·米爾斯與格雷格·尼爾森 | 提名 | [ 74 ] |

## 家庭媒體與相關
該片的VHS於1998年10月13日推出，該版本較院線版多了41秒。2區DVD於2000年1月24日發布，1區DVD則於2001年1月16日上市。2008年，編劇法蘭克·史帕尼茲表示，片商計劃推出特別版DVD和藍光光碟，這兩種版本中將包含「講評、幕後花絮、NG片段、預告片和全新紀錄片等多個特別收錄」。藍光光碟於2008年12月2日發行。此外，該片還有小說版和漫畫版，其中小說版於1998年6月19日出版，由伊莉莎白·漢德撰寫。

## 續集
1998年9月，片商二十世紀福斯與克里斯·卡特、大衛·杜考夫尼與吉蓮·安德森簽下續集的片約。續集由卡特與法蘭克·史帕尼茲回歸編劇，卡特同時擔任導演，不過編劇作業卻一再推遲，直到2007年才有了起色。續集於2007年12月至2008年3月間拍攝完畢，片名《X档案：我要相信》於2008年4月公布，同年7月25日在美國院線上映。《X档案：我要相信》所獲評價以負面為主，票房也差強人意。